# Fazle Hussain
A. K. M. Fazle Hussain (* 20. Januar 1943 in Dhaka, Bangladesch) ist ein US-amerikanischer Ingenieurwissenschaftler.
Hussain studierte Maschinenbau an der Pakistan University of Engineering and Technology mit dem Bachelorabschluss 1963 und anschließend an der Stanford University, an der er 1966 seinen Master-Abschluss in Maschinenbau (Mechanical Engineering) erwarb und 1970 promoviert wurde. 1971 wurde er Assistant Professor und 1976 Professor an der University of Houston (ab 1989 Cullen Distinguished Professor).
Er befasste sich mit verschiedensten Gebieten der Hydrodynamik, sowohl theoretisch als auch experimentell. Unter anderem Turbulenz, Chaos, Wirbeldynamik, Aerodynamik und Aeroakustik, hydrodynamische Stabilität, Jets, Grenzschichten, biologische Anwendungen der Hydrodynamik.
1998 erhielt er den Hydrodynamik-Preis der American Physical Society, 2000 den Fluids Engineering Award der American Society of Mechanical Engineers (ASME) und 2002 den Fluid Dynamics Award des American Institute of Aeronautics and Astronautics. Er ist Mitglied der National Academy of Engineering und der Third World Academy of Sciences. Er ist Fellow der American Physical Society und der ASME: